# Iwona Jabłońska
Iwona Zegrodnik-Jabłońska (ur. 29 maja 1959 w Tarnowskich Górach) – polska koszykarka.
Absolwentka studiów magisterskich Akademii Wychowania Fizycznego w Poznaniu, podczas których zdobyła uprawnienia trenera II klasy koszykówki.
Karierę sportową rozpoczęła w klubie koszykarskim Polonii Bytom, w którym grała w latach 1972–1978. W tym czasie została powołana do kadry województwa śląskiego, a w 1976 wraz ze swoją drużyną zdobyła 5. miejsce na Mistrzostwach Europy U-16 w Szczecinie.
W latach 1978–1981 reprezentowała klub TS Olimpia Poznań, a następnie przez kolejne pięć lat była zawodniczką AZS Poznań. Od 1986 roku wróciła do TS Olimpia Poznań, z którym w 1987 oraz 1988 zdobyła brązowe medale mistrzostw Polski. W latach 1989–1991 grała węgierskim Postas Sopron (z którym zdobyła awans do ekstraklasy), po czym ponownie zasiliła szeregi Olimpii, grając w niej do 1996.
W latach 1985–1986 powoływana do reprezentacji Polski w koszykówce kobiet. Wraz z drużyną narodową zdobyła złoty medal na Mistrzostwach Świata w kategorii wiekowej +40, które organizowane były w 2005 w Nowej Zelandii. 
W sierpniu 2002 wraz z mężem utworzyła Międzyszkolny Uczniowski Klub Sportowy w Poznaniu, a od 2016 jest prezesem zarządu klubu. 
W 2023 otrzymała od Rady Miasta Poznania odznaczenie „Zasłużony dla Miasta Poznania” w uznaniu „dla licznych osiągnięć sportowych, jak i w dziedzinie kształcenia młodych sportowców oraz upowszechnianiu sportu wśród mieszkańców Miasta Poznania”.

## Życie prywatne
27 stycznia 1979 w Poznaniu wyszła za mąż za Andrzeja Jabłońskiego – mają córkę Aleksandrę.